# Fritz Lemmermayer
Fritz Lemmermayer (* 26. März 1857 in Wien; † 11. September 1932 ebenda) war ein österreichischer Schriftsteller und Journalist.

## Leben
Der Vater Carl Lemmermayer, ein Porträtmaler, starb früh, so dass die Mutter Anna († 1886), eine Pianistin, vier unmündige Kinder allein großziehen musste. Ab 1876 studierte Fritz Lemmermayer in Wien Philosophie, Geschichte und Literatur. Bald schrieb er schon Artikel für Journale. Zu seinem Freundeskreis zählten Robert Hamerling und Johann Fercher von Steinwand, vor allem aber Friedrich Hebbel und Richard Wagner. 1887 wirkte Lemmermayer in Genua an der Sammlung und Herausgabe der Briefe Friedrich Hebbels.

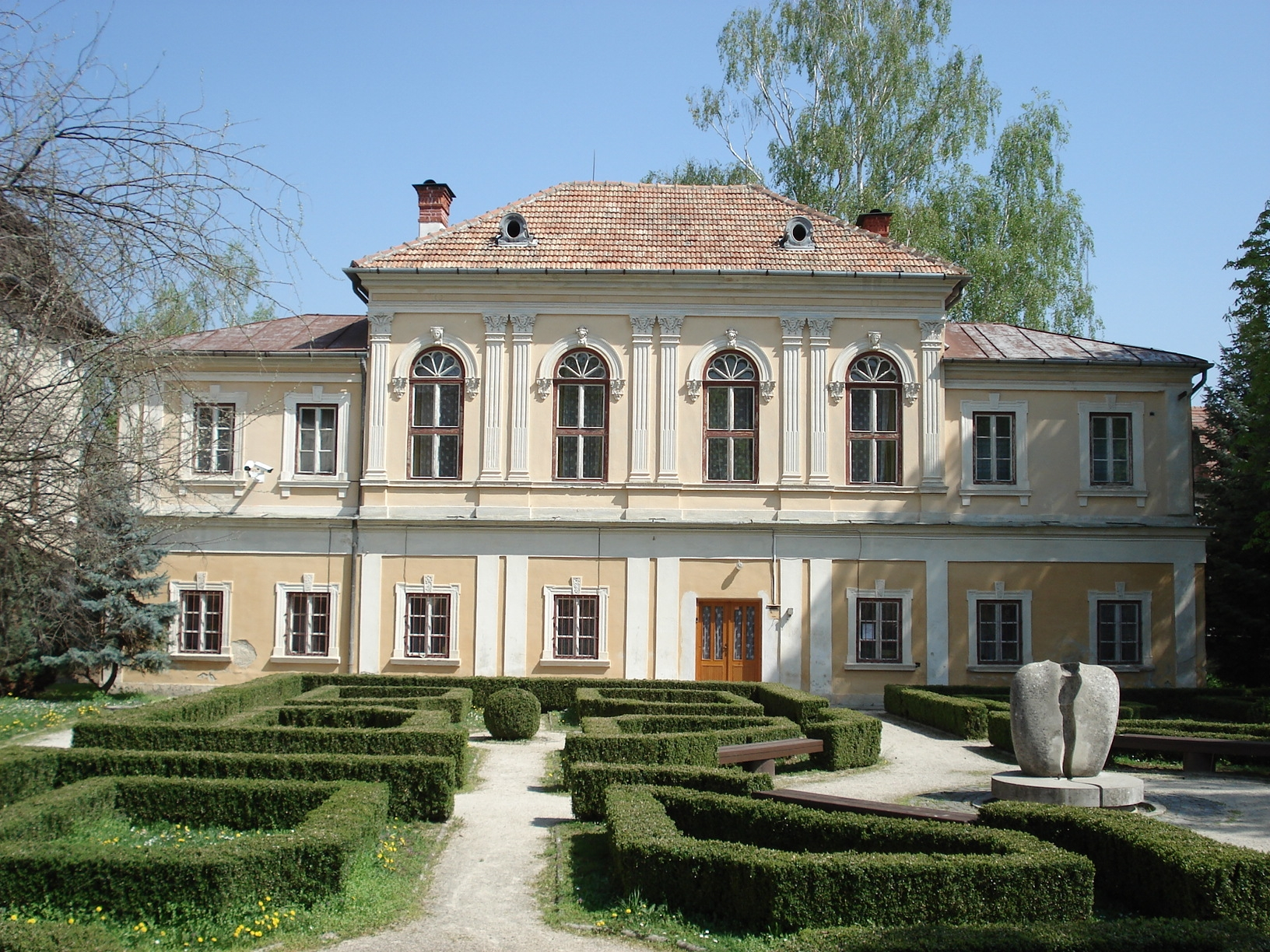
Schloss Brogyán

Am 31. März 1900 wollte Lemmermayer mit seinem Freund Hugo Astl-Leonhard (* 1870), Chefredakteur der Zeitschrift Trautes Heim, Doppelselbstmord begehen. Während der Freund starb, überlebte Lemmermayer. Er zog sich daraufhin für 25 Jahre auf das Schloss des Fürsten Elimar von Oldenburg in Brogyán zurück.
Wieder nach Wien zurückgekehrt kam Lemmermayer in den Kreis von Richard Kralik und freundete sich mit Rudolf Steiner an, dessen Anthroposophischer Gesellschaft er 1926 beitrat.

## Werke
- Der Alchimist. (Roman), 1884
- Im Labyrinth des Lebens. (Gedichte), 1892
- Simson und Delila. (Tragödie), 1893
- Belladonna. (Roman), 1895
- Haschisch. (Orientalische Erzählungen), 1898
- Das öde Haus. Armut und Übermut. (Zwei Erzählungen), 1900
- Novellen und Novelletten. 1903, 2. Aufl. 1909
- Leiden eines deutschen Fürsten. Herzog Elmar von Oldenburg. (Biographische Skizze), 1905
- Gedichte. 1928
- Erinnerungen an Rudolf Steiner, an Robert Hamerling und an einige Persönlichkeiten des österreichischen Geisteslebens der 80er Jahre. 1929